# Догляд за хворими
Догляд за хворими — це комплекс заходів, спрямованих на підтримку та відновлення сил хворого та створення для нього умов, що сприяють швидкому одужанню, попередженню та профілактиці ускладнень захворювання.
Він включає в себе гігієнічне утримання приміщення, в якому знаходиться хворий, підтримку належного гігієнічного стану самого хворого, обладнання зручного ліжка, піклування про чистоту постелі та одягу, організацію харчування хворого, надання йому допомоги при прийомі їжі, при туалеті, при різних хворобливих станах, розладах, що виникають у перебігу хвороби (блювання, затримка сечі, газів, задишка, епілептичні напади тощо).

## Види
Зазвичай догляд за хворими поділяють на загальний та спеціальний. Особливі складнощі виникають при догляді за важкохворими.

## Сестринська справа
Пряме відношення до догляду має чітке та своєчасне виконання усіх прописаних хворому медичних процедур та лікарських призначень, а також спостереження за станом хворого (відповідно до призначень), яке необхідно здійснювати медичному працівнику середньої ланки (медична сестра, фельдшер, акушерка), особливо за відсутності лікаря.
Увесь догляд за хворим будується за принципами режиму, що оберігає та захищає психіку хворого. Усунення різного роду подразників, негативних емоцій, забезпечення тиші, спокою, створення комфорту та чуйного відношення до хворого сприяють швидкому одужанню.
Лікарі та медичні сестри повинні зрозуміти та вивчити особливості характеру кожного хворого та пам'ятати, що під впливом хвороби часто дуже змінюється психіка та поведінка: реакція на оточення, "збільшується" дратівливість, примхливість і та ін. Для того щоб знайти шлях до встановлення контакту з хворим, отримати його довіру, підтримати у ньому впевненість в одужанні та успішності лікування, потрібні терплячість, такт, зібраність, дисципліна та уважність. 
Окрім морального стану потрібно слідкувати за своїм зовнішнім виглядом. Одяг має бути чистим, випрасованим, акуратним, волосся прибране, руки чисті, нігті підстрижені, використання косметики, парфумів та прикрас помірним. У багатьох медичних закладах встановлена спеціальна форма одягу.